# Воръя (приток Тапсуя)
Воръя (устар. Вор-Я) — река в Берёзовском и Советском районах Ханты-Мансийского автономного округа. Устье находится в 55 км от устья реки Тапсуй по правому берегу. Длина реки — 164 км, площадь водосборного бассейна — 3160 км².

## Притоки Воръи
- Лопсия — в 10 км (лв)
- Эквая — в 30 км (лв)
- Питиман — в 43 км (пр)
- Сунтталъя — в 45 км (лв)
- Мань-Инквор — в 67 км (пр)
- Ащан — в 78 км (лв)
- Яныг-Инквор — в 79 км (пр)
- Пилватнесос — в 87 км (лв)
- Лоусия — в 103 км (пр)
- Турынгъя — в 124 км (лв)
- Кангла — в 132 км (пр)
- Евттэпынъя — в 145 км (пр)
- Парихунэтов — в 148 км (лв)

## Данные водного реестра
По данным государственного водного реестра России относится к Нижнеобскому бассейновому округу, водохозяйственный участок реки — Северная Сосьва, речной подбассейн реки — Северная Сосьва. Речной бассейн реки — (Нижняя) Обь от впадения Иртыша.
Код объекта в государственном водном реестре — 15020200112115300024499.